# Campanha da Bacia do Chade de 2018–2020
Campanha da Bacia do Chade de 2018-2020 foi uma série de batalhas e ofensivas no sul da Bacia do Chade, particularmente no nordeste da Nigéria, que ocorreram em meio à insurgência jihadista na Nigéria. A Bacia do Chade testemunhou um aumento de atividades insurgentes desde o início de novembro de 2018, quando rebeldes pertencentes ao Estado Islâmico na África Ocidental (EIAF) e ao Boko Haram lançaram ofensivas e várias incursões para recuperar a força militar e tomar território em uma tentativa renovada de estabelecer um Estado islâmico na região. Esses ataques, especialmente os do Estado Islâmico na África Ocidental, tiveram um sucesso considerável e resultaram no deslocamento de centenas de milhares de civis. Os países membros da Força-Tarefa Conjunta Multinacional, nomeadamente Nigéria, Níger, Chade e Camarões, responderam ao aumento da atividade insurgente com contra-ofensivas. Essas operações repeliram os rebeldes em muitas áreas, mas não conseguiram conter completamente a insurgência.

## Antecedentes
O movimento jihadista salafita Boko Haram lançou uma insurgência contra o governo nigeriano após uma revolta malsucedida em 2009. Apoiado por vários outros grupos jihadistas como a al-Qaeda, o grupo pretendia estabelecer um Estado islâmico no norte da Nigéria.  O Boko Haram aumentou muito seu poder e possessões territoriais na Bacia do Chade em 2014, e seu líder de facto Abubakar Shekau tentou, consequentemente, aumentar sua posição internacional entre os islamistas, aliando-se ao proeminente Estado Islâmico do Iraque e do Levante. O Boko Haram tornou-se assim a "Província da África Ocidental do Estado Islâmico". 
Quando os insurgentes foram derrotados e perderam quase todas os seus territórios durante a ofensiva na África Ocidental em 2015 pela Força-Tarefa Conjunta Multinacional (uma coalizão compreendendo Nigéria, Chade, Níger e Camarões), o descontentamento cresceu entre os rebeldes. Shekau, que sempre se recusou a submeter-se completamente ao comando central do Estado Islâmico, foi destituído como líder do grupo em agosto de 2016. Em represália, Shekau rompeu com o Estado Islâmico, mas muitos dos insurgentes permaneceram leais ao grupo jihadista. Como resultado, o movimento rebelde se dividiu em uma facção leal a Shekau ("Jama'at Ahl al-sunna li-l-Da'wa wa-l-Jihad", geralmente conhecida como "Boko Haram"), e uma facção pró-Estado Islâmico liderada por Abu Musab al-Barnawi (que continuou a se chamar "Província da África Ocidental do Estado Islâmico").
Esses dois grupos entrariam em conflito um com o outro, embora  ainda cooperem ocasionalmente contra seus inimigos comuns, ou seja, os governos locais.  À medida que os rebeldes jihadistas eram repelidos para as áreas mais remotas e se envolviam em disputas internas, os governos locais alegaram que a insurgência havia sido derrotada. 

### Prelúdio

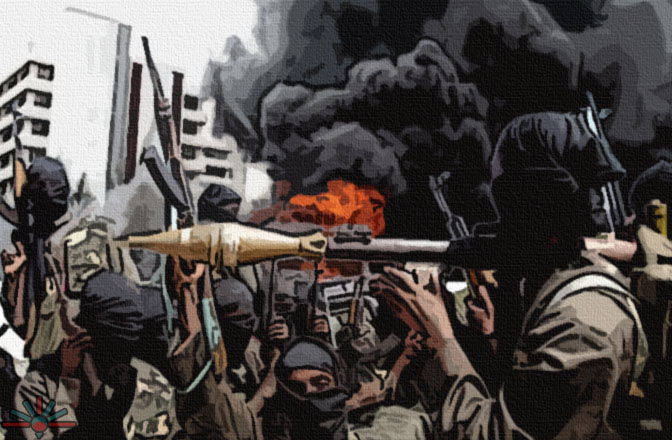
Representação visual dos combatentes do Boko Haram.

Após suas enormes perdas em 2015, o Estado Islâmico na África Ocidental de Barnawi e o Boko Haram de Shekau reconsolidaram-se, embora o Estado Islâmico na África Ocidental tenha ascendido como o grupo mais poderoso. Enquanto Shekau tinha cerca de 1.000 combatentes sob seu comando no final de 2018, os partidários do Estado Islâmico contavam cerca de 3.000 soldados. Além disso, o Estado Islâmico na África Ocidental exibia sinais de sofisticação crescente e conexões cada vez maiores com o grupo principal do Estado Islâmico. Os seguidores de Barnawi não apenas se alinharam ideologicamente com o Estado Islâmico, mas também adotaram suas tecnologias e táticas. Eles passaram a usar dispositivos explosivos improvisados transportados por veículos suicidas e drones que os especialistas consideraram provas de apoio e aconselhamento por membros do Estado Islâmico exilados da Síria e do Iraque. 
À medida que o Estado Islâmico na África Ocidental se aproximava de sua organização matriz, também se tornava mais radical em suas políticas, resultando em renovadas lutas internas. Após o sequestro das alunas de Dapchi em fevereiro de 2018, o comando central do Estado Islâmico ordenou a expulsão de Mamman Nur e seus seguidores do Estado Islâmico na África Ocidental. Embora Nur fosse um aliado próximo de Barnawi e tivesse ascendido para líder de facto do Estado Islâmico na África Ocidental (com Barnawi atuando como uma figura decorativa), a ordem foi cumprida, e Nur foi morto por seus comparsas. Uma vez que era considerado como um moderado, a morte de Nur foi interpretada como um sinal de que o Estado Islâmico na África Ocidental era dirigido pela liderança central do Estado Islâmico para reiniciar completamente sua guerra contra os governos locais, o que resultou na campanha da Bacia do Chade no final de 2018. Além disso, o Estado Islâmico na África Ocidental e o Boko Haram concordaram com um cessar-fogo, permitindo que ambos os grupos se concentrassem mais uma vez em sua insurgência. 
Também considerou-se que o Estado Islâmico na África Ocidental decidiu se tornar mais agressivo para impedir que o afiliado da al-Qaeda, Jama'at Nasr al-Islam wal Muslimin, ganhasse influência na Nigéria, especialmente porque a outra facção do Estado Islâmico na região (ou seja, o Estado Islâmico no Grande Saara) havia perdido diversos de seus combatentes devido as deserções para a al-Qaeda.

## Campanha

### Ofensivas insurgentes
O Estado Islâmico na África Ocidental começou a lançar diversos ataques intensos às posições do exército nigeriano perto do Lago Chade a partir do início de novembro de 2018, marcando uma série de vitórias (principalmente perto de Metele) e matando mais de uma centena de soldados do governo entre 18 e 22 de novembro. Após o sucesso desses ataques, o grupo invadiu e capturou o vilarejo de Kangarwa, perto do Lago Chade, onde também apreendeu equipamentos militares, como um tanque. Embora Kangarwa seja um pequeno assentamento e estrategicamente não tenha relevância, essa ação militar demonstrou a capacidade dos militantes de ainda conquistar e manter território.  Os insurgentes também lançaram várias incursões no Níger em novembro, sequestrando cerca de uma dezena de meninas de vilarejos fronteiriços. O Boko Haram de Shekau lançou pelo menos uma grande ofensiva em novembro, atacando uma base militar no estado de Borno. 
Os combatentes do Estado Islâmico continuaram sua ofensiva no Estado de Borno, atacando e capturando Arege em 30 de novembro, após uma tentativa fracassada dois dias antes, e também lançaram mais raides às posições do exército nigeriano. As bases militares atacadas, embora não capturadas pelo grupo, incluíram Gambaru (1 de dezembro), Buni Gari (3 de dezembro),  Mallam Fatori (3 de dezembro) e Gudumbali (4 e 14 de dezembro). Por outro lado, o Estado Islâmico  conseguiu capturar as aldeias de Cross Kauwa, Kukawa, Kekeno e Bunduram em algum momento de dezembro, e também invadiu uma base em Mairari em 17 de dezembro, embora tenha se retirado logo em seguida. Enquanto isso, o Boko Haram de Shekau também aumentou seus ataques, embora em menor extensão que o Estado Islâmico na África Ocidental. 
O Estado Islâmico na África Ocidental atacou a cidade portuária de Baga, nas margens do Lago Chade, na noite de 26 a 27 de dezembro, e invadiu sua guarnição após fortes combates. A base militar local foi pilhada, o quartel-general da Força-Tarefa Conjunta Multinacional destruído e a base naval incendiada, enquanto os militantes conseguiram assumir o controle dos tanques, veículos blindados de transporte de pessoal, barcos e muitos outros equipamentos. Centenas de civis locais fugiram da cidade após a ação militar,  apesar de os rebeldes terem prometido não molestar os civis locais. Com a queda de Baga, os rebeldes controlavam a maior parte da costa do Lago Chade. As tropas da coalizão que sobreviveram ao ataque a Baga se retiraram para outra base portuária em Fish Dam, em Monguno. Os militantes lançaram três ataques a Monguno de 29 a 30 de dezembro, apesar de terem sido repelidos.
Ao mesmo tempo, os países membros da coalizão começaram a preparar contra-ofensivas para repelir os insurgentes. O exército nigeriano preparava um contra-ataque para retomar Baga até 31 de dezembro , embora o Estado Islâmico ainda ocupasse a cidade em meados de fevereiro de 2019.  Em contraste, uma ofensiva do Níger teria mais sucesso. As Forças Armadas do Níger começaram a atacar as ilhas do Lago Chade e a área ao longo do rio Yobe, na fronteira entre o Níger e a Nigéria, a partir de 28 de dezembro. Enquanto o Exército do Níger avançava em terra, a Força Aérea do Níger lançou ataques aéreos intensos, com o governo nigerino reivindicando ter matado 287 rebeldes até 2 de janeiro de 2019.  As Forças Armadas dos Camarões também mobilizaram suas tropas no norte para combater os rebeldes.

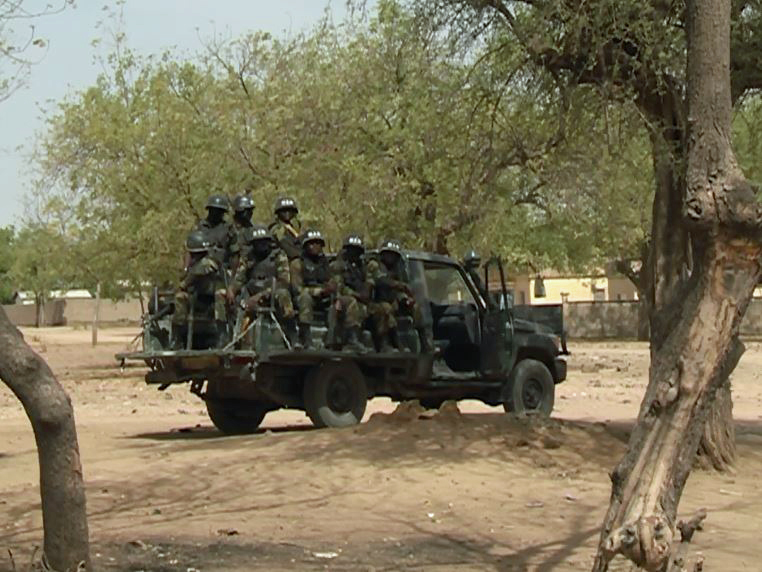
Soldados do Batalhão de Intervenção Rápida dos Camarões em Maroua durante operações de contra-insurgência em 17 de janeiro de 2019.

Em 13 de janeiro, o Estado Islâmico na África Ocidental atacou uma base militar perto de Magumeri. No dia seguinte, o Boko Haram de Shekau atacou a cidade de Rann que havia sido abandonada por sua guarnição nigeriana pouco antes. Os insurgentes começaram a destruir grande parte do assentamento, incluindo ambulatórios locais, fazendo com que grande parte da população civil local fugisse, com cerca de 9.000 cruzando a fronteira e se mudando para Bodo nos Camarões. O Estado Islâmico também atacou Gajiram em 16 de janeiro.  Nos próximos dias, o Exército da Nigéria e as Forças Armadas dos Camarões retomaram Rann. As autoridades consequentemente forçaram a maioria dos refugiados que fugiram para os Camarões a retornar à Nigéria.
Em 23 de janeiro, os militares camaroneses recuaram de Rann, diante disso os soldados nigerianos também se retiraram, pois consideravam a cidade indefensável sem o auxilio dos Camarões.  Cerca de 35.000 moradores de Rann fugiram prontamente, acreditando que o Boko Haram certamente retornaria com a ausência das tropas governistas. A maioria deslocou-se para Goura, Camarões, e desta vez as autoridades lhes permitiram ficar.  Como esperado, o Boko Haram de fato invadiu Rann depois que a guarnição partiu, incendiando o assentamento e assassinando sessenta pessoas, incluindo os anciãos locais. Mais pessoas fugiram posteriormente,  com cerca de 60.000 deslocadas na região no início de fevereiro.  No geral, 39 ataques insurgentes foram registrados nos estados de Borno e Yobe, na Nigéria, em janeiro de 2019, enquanto cinco ataques ocorreram nos Camarões de 1 a 22 de janeiro. 
Uma série de confrontos entre as forças armadas nigerianas e o Estado Islâmico na África Ocidental ocorreram perto Mallam Fatori, na fronteira Nigéria-Níger, no início de fevereiro, com ambos os lados reivindicando ter infligido pesadas baixas sobre os seus oponentes.  De 14 a 16 de fevereiro, os insurgentes lançaram uma série de grandes ataques, tendo como alvo Maiduguri, Buni Yadi, no estado de Yobe, e o vilarejo fronteiriço de Chetima Wangou, no Níger. Enquanto que os rebeldes conseguiram capturar uma base militar perto de Maiduguri, os ataques a Buni Yadi e Chetima Wangou teriam sido repelidos em meio a pesadas baixas dos insurgentes, incluindo vários veículos militares. 

### Operação Yancin Tafki
Por volta de 21 de fevereiro de 2019, a coalizão  lançou uma ofensiva com o codinome Operação Yancin Tafki ao redor do Lago Chade, a fim de repelir os rebeldes  e destruir suas bases na região. Como parte desta operação, cerca de 500 soldados chadianos entraram na Nigéria para ajudar os militares nigerianos em seus próprios territórios.  No entanto, ataques terroristas e operações ofensivas contínuas dos insurgentes dificultaram bastante as eleições gerais no nordeste da Nigéria em 23 de fevereiro de 2019.  Mais notavelmente, o Estado Islâmico na África Ocidental disparou vários foguetes Grad contra Magumeri e lançou um ataque malsucedido à Geidam, enquanto o Boko Haram atacou Gwoza. Vários outros confrontos menores também ocorreram em 23 de fevereiro. 
Como parte da Operação Yancin Tafki, a coalizão começou a pressionar cada vez mais os insurgentes ao redor do Lago Chade a partir do final de fevereiro. As forças aéreas dos países da coalizão atacaram vários campos e veículos rebeldes ao redor do Lago Chade, enfraquecendo o Estado Islâmico na África Ocidental de forma significativa.  As "bases logísticas" dos insurgentes perto de Dorou (oeste de Damasak),  Arege, Abadam, Dagaya, Tumbum Gini e Tumbun Rego teriam sido destruídas em 11 de março de 2019.  Ao mesmo tempo, surgiram relatos de que Abu Musab al-Barnawi havia sido destituído como líder do Estado Islâmico na África Ocidental e substituído pelo até então desconhecido Abu Abdullah Idris ibn Umar al-Barnawi. A mudança de liderança não foi oficialmente confirmada pelo Estado Islâmico ou pelo Estado Islâmico na África Ocidental, levando a especulações sobre se as informações eram verdadeiras, e por que e por quem Abu Musab al-Barnawi foi destituído.  A coalizão reivindicou que sua demissão foi o resultado dos sucessos da Operação Yancin Tafki. 
Apesar de sofrer várias derrotas e da mudança de liderança em fevereiro e março, o Estado Islâmico na África Ocidental não se tornou passivo. Continuou a lançar operações ofensivas e contra-ataques e ainda conseguiu várias vitórias menores contra as forças de segurança. As forças do Estado Islâmico também se tornaram mais ativas no Níger no decorrer de março, atacando repetidamente Diffa, Toumour e aldeias menores. Cerca de 18.480 pessoas foram deslocadas devido a esses ataques, enquanto o número total de refugiados na região mais ampla de Diffa aumentou para 250.000, metade deles nigerianos que fugiram da violência em seu país de origem.  Após o fim oficial da Batalha de Baghuz Fawqani, em 23 de março, os afiliados do Estado Islâmico em todo o mundo lançaram uma campanha de "Vingança para Sham". O Estado Islâmico na África Ocidental também participou da campanha de vingança, bombardeando Diffa com foguetes Grad no final de março e no início de abril. 
Os partidários do Estado Islâmico também atacaram e destruíram uma base militar no vilarejo de Miringa, no estado de Borno, em 27 de março, embora soldados nigerianos tivessem êxito em frustar um ataque ao próprio vilarejo. 
Em 4 de abril, o Escritório das Nações Unidas para a Coordenação de Assuntos Humanitários alertou para uma "rápida deterioração da situação de segurança" na região do Lago Chade.  Os insurgentes lançaram numerosos raides na Nigéria, Níger, Chade e Camarões em abril. Isso incluiu pequenos ataques a postos de controle, atentados suicidas  e grandes operações transfronteiriças envolvendo combatentes inghimasi. Incursões rebeldes atingiram Diffa,  Bohama na província chadiana de Lac  e Tchakamari na Região do Extremo Norte (Camarões).  Ao mesmo tempo, as forças da coalizão continuaram sua campanha de contra-insurgência. Uma importante operação conjunta nigeriana-chadiana destinava-se a expulsar os insurgentes da área de Ngala-Gamboru, no estado de Borno, onde teriam procurado refúgio depois de se retirarem do avanço das forças do governo. Confrontos pesados ocorreram nas aldeias de Wulgo, Tumbuma, Chikun Gudu e Bukar Maryam, com a coalizão reivindicando vitória.
Cerca de 2.000 civis foram realocados à força de Jakana, perto de Maiduguri, pelo Exército da Nigéria. As autoridades declararam que isso fazia parte dos preparativos para operações ofensivas contra as rotas do Estado Islâmico na África Ocidental entre suas bases em Buni Yadi (Yobe) e na floresta Benisheikh (Borno).  Os combates também continuaram na área em torno de Cross Kauwa, de 15 a 16 de abril, com ambos os lados reivindicando ter eliminado veículos e tropas inimigas. 
Em 25 de abril, o ministro da Defesa da Nigéria, Mansur Dan Ali, declarou que "a rede terrorista do Boko Haram tem sido subjugada e a estrutura de liderança está atualmente dizimada".  O analista Andrew McGregor comentou essa afirmação ao observar que "apesar das repetidas reivindicações do exército nigeriano de vitória iminente, aldeões e trabalhadores florestais continuam sendo massacrados"  pelos insurgentes. Dois dias depois, o Estado Islâmico na África Ocidental lançou um grande ataque a base militar de Mararrabar Kimba, usando motocicletas, 12 technicals, bem como três veículos blindados. As defesas nigerianas foram superadas e forçadas a recuar, em seguida, os rebeldes capturaram diversos equipamentos militares e retiraram-se com a sua pilhagem.   No final de abril, analistas estimaram que o Estado Islâmico na África Ocidental havia ampliado para entre 5.000 a 18.000 combatentes e começaram a arrecadar impostos ao redor do Lago Chade.
No início de maio, o Estado Islâmico na África Ocidental atacou a cidade de Gajiganna, Borno, onde destruiu o quartel local antes de recuar.
Em fevereiro de 2020, a Operação Yancin Tafki foi concluída e as 1.200 tropas chadianas que estavam operando na Nigéria como parte da operação foram retiradas. O chefe do Estado-Maior da Nigéria, general Tukur Buratai, declarou que as forças insurgentes haviam sido rechaçadas em grande parte. Embora admitisse que os rebeldes continuavam ativos, minimizou os êxitos mais recentes destes últimos como sendo parte de um "ressurgimento mínimo". 
Os combates pesados continuaram, no entanto, quando as forças nigerianas começaram um ataque a Baga para recuperá-la do Estado Islâmico.  Enquanto isso, o Estado Islâmico na África Ocidental passou a enfrentar extensas lutas internas, quando seu comandante Ba Idrisa foi deposto. Bo Lawan (também conhecido como "Lawan Abubakar") o sucedeu e prontamente expurgou da shura os suspeitos de dissidência, aprisionando Ba Idrisa e quatro principais comandantes leais a ele: Mohammad Bashir, Mustapha Jere, Ali Abdullahi e Baba Mayinta. Fontes não identificadas afirmaram que o Estado Islâmico na África Ocidental sofreu um motim de 26 a 27 de fevereiro, que resultou na execução dos cinco comandantes presos, na deserção de outro comandante, Mustapha Kirmimma; enquanto o ex-líder do grupo Abu Musab al-Barnawi foi baleado na confusão, seu destino é incerto. No entanto, essa informação permaneceu inverificável. 

## Resultado

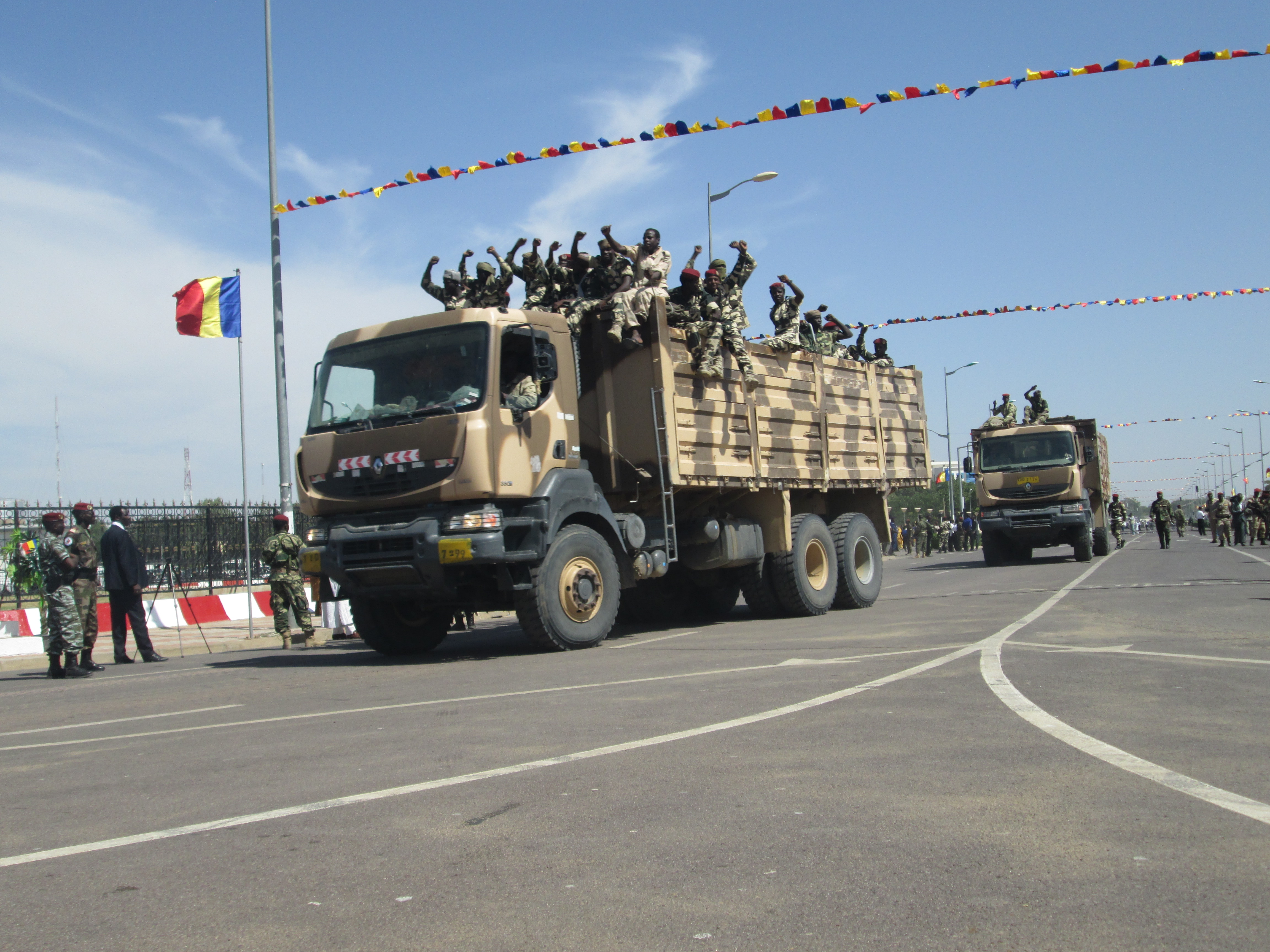
Tropas do Chade retornam a N'Djamena em 13 de abril de 2020 depois de terem participado da Operação Cólera de Bohama.

Apesar da luta interna entre suas forças, o Estado Islâmico na África Ocidental permaneceu operacional e continuou a divulgar propaganda, bem como a iniciar ataques no norte da Nigéria e no sudeste do Níger.  Logo após a conclusão da Operação Yancin Tafki, foi lançada outra operação de contra-insurgência, com o codinome "Cólera de Bohama".  O Estado Islâmico na África Ocidental também lançou uma ofensiva ao sul com várias brigadas, atacando Garkida no norte do estado de Adamawa e Damboa no sul de Borno. Em março, os militares nigerianos e nigerinos alegaram ter matado um comandante do Boko Haram conhecido como "Bakura". 

### Obras citadas
- Warner, Jason; Hulme, Charlotte (2018). «The Islamic State in Africa: Estimating Fighter Numbers in Cells Across the Continent» (PDF). West Point, New York: Combating Terrorism Center. CTC Sentinel. 11 (7): 21–28
- TRADOC G-2 (2015). Threat Tactics Report: Boko Haram (PDF). Fort Eustis: United States Army Training and Doctrine Command
- Zenn, Jacob (20 de março de 2020). «Islamic State in West Africa Province and the Battle With Boko Haram» (PDF). Jamestown Foundation. Terrorism Monitor. 18 (6): 6–8
- Zenn, Jacob (Julho de 2019). «The Death of Man Chari Reveals Uncertainties in Boko Haram». Militant Leadership Monitor. 10 (6)

- Este artigo foi inicialmente traduzido, total ou parcialmente, do artigo da Wikipédia em inglês cujo título é «Chad Basin campaign (2018–2020)».